# Legio XV Apollinaris

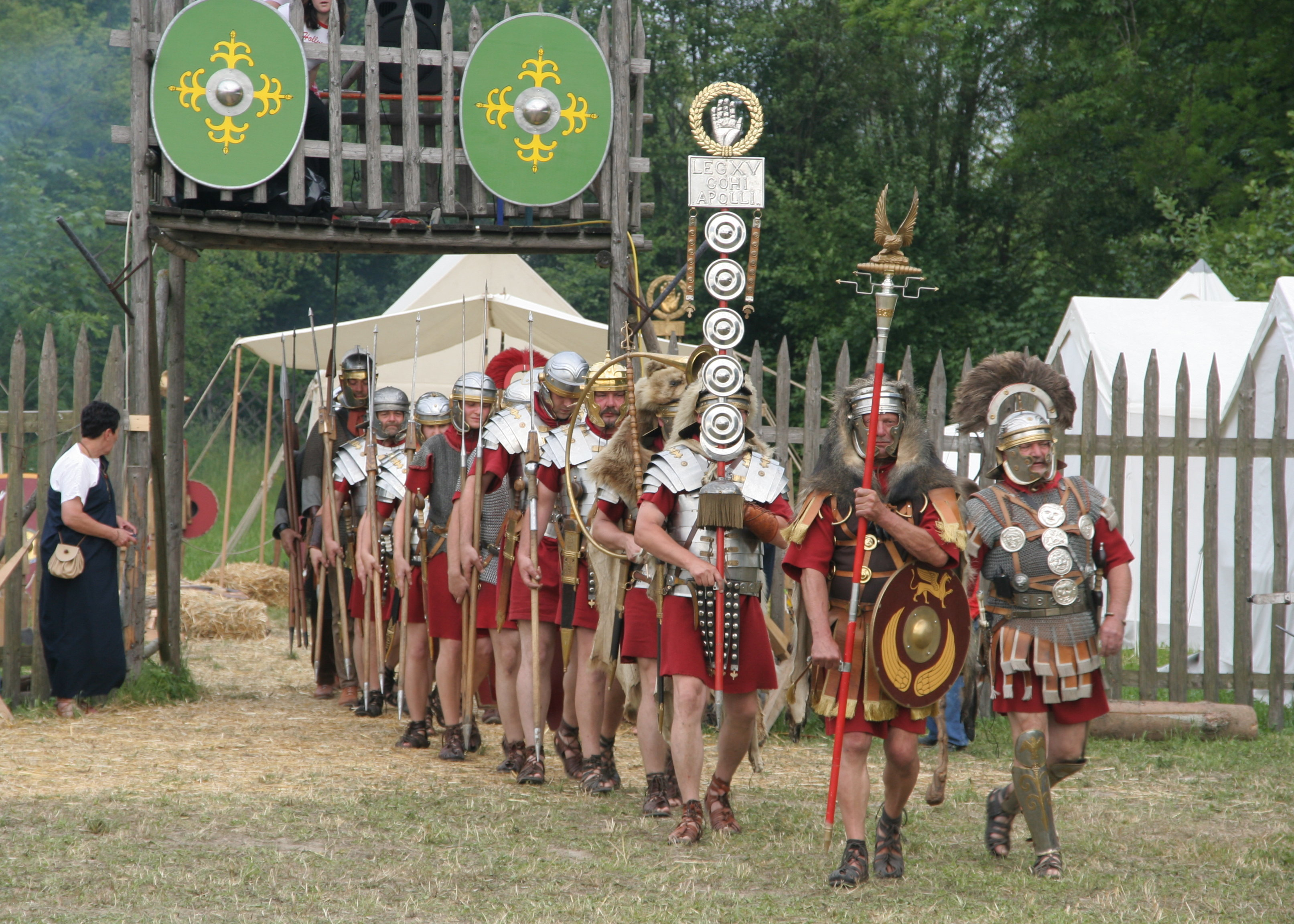
The Savaria Legio XV Apollinaris (Szombathely, Hungary)

Legio Quinta decima Apollinaris (quân đoàn thứ mười lăm Apollonia) là một quân đoàn La Mã. Nó đã thành lập bởi Octavian trong năm 41/40 trước Công nguyên. Các biểu tượng của quân đoàn này có lẽ là một hình ảnh của thần Apollo, hoặc của một trong những động vật linh thiêng của Ngài.
XV Apollinaris đôi khi bị nhầm lẫn với hai quân đoàn khác với cùng số: Một đơn vị trước đó đã được chỉ huy bởi Julius Caesar và có mặt trong trận đánh cuối cùng ở Bắc Phi năm 49 trước Công nguyên, và một đơn vị sau đó đã có mặt trong trận Philippi ở bên phe của chế độ tam hùng lần hai và sau đó được phái đến phía đông.

## Lịch sử
Octavianus (sau này là Hoàng đế Augustus) đã thành lập XV Apollinaris nhằm kết thúc sự chiếm đóng Sicilia của Sextus Pompeius, người đã đe dọa nguồn cung cấp ngũ cốc cho Rome. Sau trận Actium, quân đoàn đã được phái đến đồn trú ở Illyricum, tại đây quân đoàn có thể vẫn còn lưu lại cho đến năm 6 trước Công nguyên, mặc dù nó có thể đã tham gia vào cuộc chiến tranh Cantabria.
Trong năm 6 trước Công nguyên, Apollinaris là một phần trong chiến dịch cực lớn nhằm chống lại người Marcomanni của Hoàng đế Tiberius, nhưng chiến dịch này đã bị cản trở bởi một cuộc nổi dậy ở Pannonia. Đến năm 9 SCN quân đoàn đã đặt trụ sở chính ở Pannonia, tại thị trấn Carnuntum.
Quân đoàn vẫn ở lại đó cho đến khi được phái đến Syria và có thể Armenia theo lệnh của Nero trong năm 61 hoặc 62, các vùng lãnh thổ này mới được chinh phục từ tay người Parthia. Sau khi kết thúc chiến tranh với Parthia, quân đoàn đã được phái đến Alexandria nhưng nó cũng đã nhanh chóng tham gia vào việc dập tắt cuộc khởi nghĩa thứ nhất của người Do Thái, quân đoàn này đã chiếm các thị trấn Jotapata và Gamla. Nó cũng chính là Quân đoàn 15 mà được cho là đã bắt được vị tướng của người Do Thái mà sau này trở thành sử gia nổi tiếng, Josephus. Trong thời gian này quân đoàn được chỉ huy bởi Titus, người sau này sẽ trở thành Hoàng đế.
Sau khi đàn áp cuộc khởi nghĩa, quân đoàn trở về Carnuntum và xây dựng lại pháo đài của nó. Các đơn vị của quân đoàn XV đã chiến đấu trong cuộc chiến tranh Dacia mặc dù bộ phận chính của quân đoàn vẫn ở Pannonia.
Năm 115, chiến tranh với Parthia đã nổ ra một lần nữa và quân đoàn đã được phái đến tiền tuyến, nó được gia cố bằng các đơn vị của Ulpia XXX Victrix. Quân đoàn đã chiến đấu ở vùng Lưỡng Hà, mà sau đó bị người La Mã chinh phục. Sau khi kết thúc cuộc chiến, quân đoàn ở lại ở phía đông với một trụ sở mới tại Satala,đông bắc Cappadocia, với một bộ phận đóng tại Trapezus trên Biển Đen và Ancyra, hiện nay là Ankara. Từ căn cứ này quân đoàn thứ mười lăm đã giúp đẩy lùi một cuộc xâm lược của người Alan trong năm 134.
Tới năm 162, Rome và Parthia đã có chiến tranh một lần nữa, chiến dịch này được chỉ huy bởi hoàng đế Lucius Verus và nó đã thành công, trong đó quân đoàn thứ mười lăm đã chiếm Artaxata, kinh đô của Armenia. Năm 175, tướng Avidius Cassius nổi loạn chống lại Hoàng đế Marcus Aurelius, nhưng quân đoàn mười năm vẫn trung thành và đã nhận được thêm danh hiệu Pia Fidelis.
Lịch sử của quân đoàn sau thời điểm này liên quan đến việc phỏng đoán nhiều hơn. Là một đơn vị đóng quân tại Trung Đông, nó gần như chắc chắn đã tham gia trong các chiến dịch sau đó chống lại Parthia, bao gồm cả việc cướp phá thủ đô Ctesiphon của họ trong năm 197, và trong cuộc chiến tranh chống lại đế chế Sassanid mới trỗi dậy ở Ba Tư sau đó, mặc dù không có ghi chép trực tiếp về điều này. Vào đầu thế kỷ thứ 5, quân đoàn lại xuất hiện trong lịch sử: nó vẫn còn đóng quân tại Satala và Ancyra.
Một dòng chữ có thể liên quan đến quân đoàn này đã được tìm thấy trong một hang động ở miền đông Uzbekistan, có lẽ được chạm khắc do các binh sĩ bị bắt bởi người Parthia và phái đến vùng biên giới phía đông của họ nhằm bảo vệ biên giới.